# Ryszard Dzięciołowski
Ryszard Dzięciołowski (ur. 1931, zm. 24 kwietnia 2020) – polski profesor nauk leśnych.

## Życiorys
W 1977 r. uzyskał tytuł profesora nauk leśnych. Pracował jako profesor w Katedrze Ochrony Lasu i Ekologii na Wydziale Leśnym Szkoły Głównej Gospodarstwa Wiejskiego w Warszawie.
Był członkiem Komitetu Nauk Leśnych PAN, w którym pełnił też funkcję członka prezydium.

## Odznaczenia i wyróżnienia
- Złoty Krzyż Zasługi[3]
- Srebrny Krzyż Zasługi[3]
- Srebrny Medal Zasługi Łowieckiej[3]
- Złoty Medal Zasługi Łowieckiej[3]
- Krzyż Kawalerski Orderu Odrodzenia Polski[3]